# Le Sirac
Pour les articles homonymes, voir Sirac.
Le Sirac est un sommet culminant à 3 441 mètres d'altitude dans le massif des Écrins, dans le département français des Hautes-Alpes.

## Géographie
Culminant à 3 441 mètres, le Sirac est le plus méridional des grands sommets du massif des Écrins. Il est le promontoire occidental d'une longue arête, séparant le Valgaudemar du Haut-Champsaur, relié au chaînon sud des Bans se terminant brutalement au-dessus du lac de Vallonpierre.

## Histoire
- 2 juillet 1877 : 1re ascension par Christian Almer père et fils, William Auguste Coolidge. Par l'ancien glacier de Gouiran, l'épaule S et le versant E de l'arête S[3].
- 3 septembre 1908 : 1re ascension féminine par Mme et M. G. Buisson, Eugène Estienne.

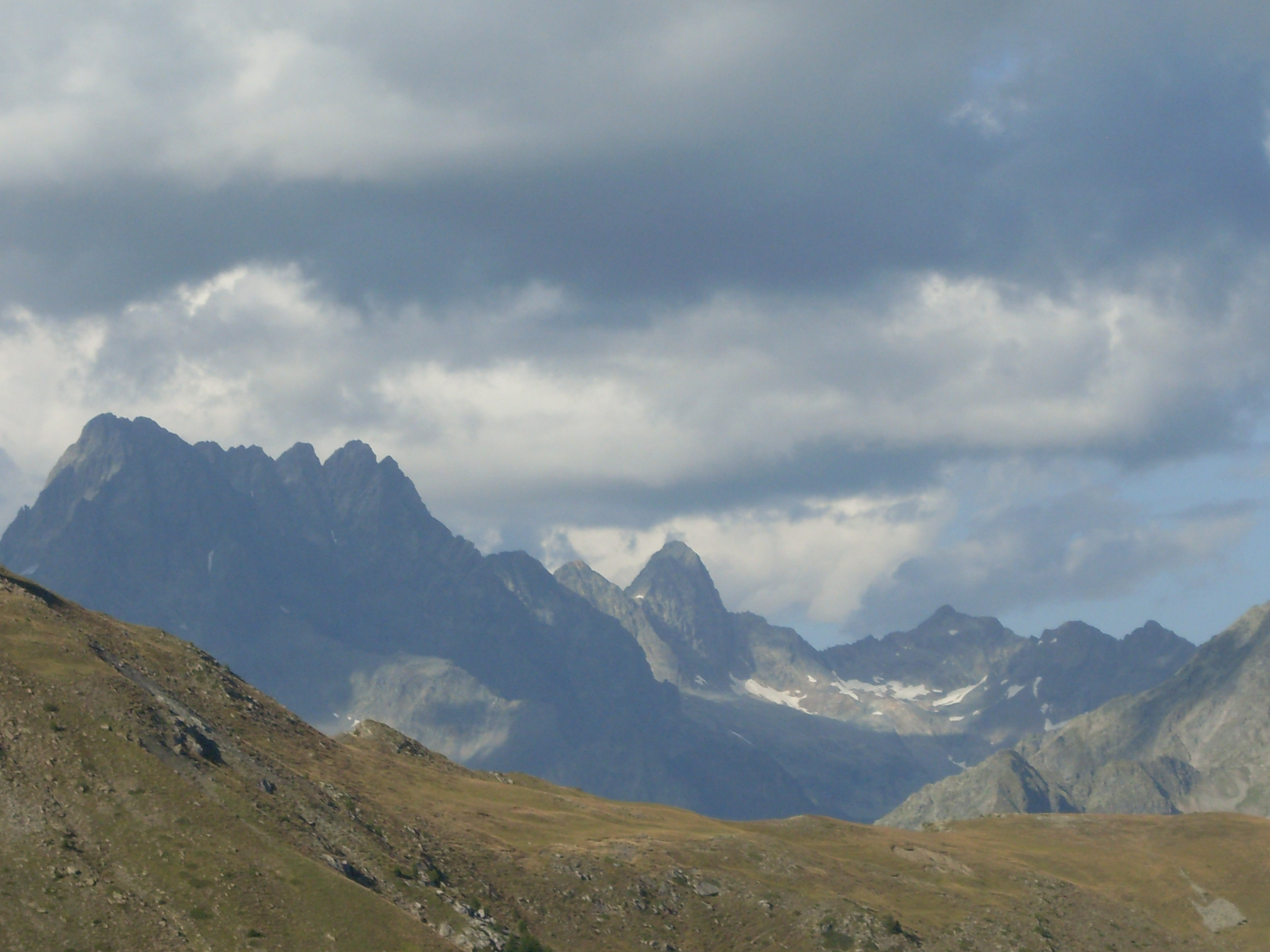
Le Sirac et les Bans vus depuis le sommet du Palastre, dans le Champsaur.
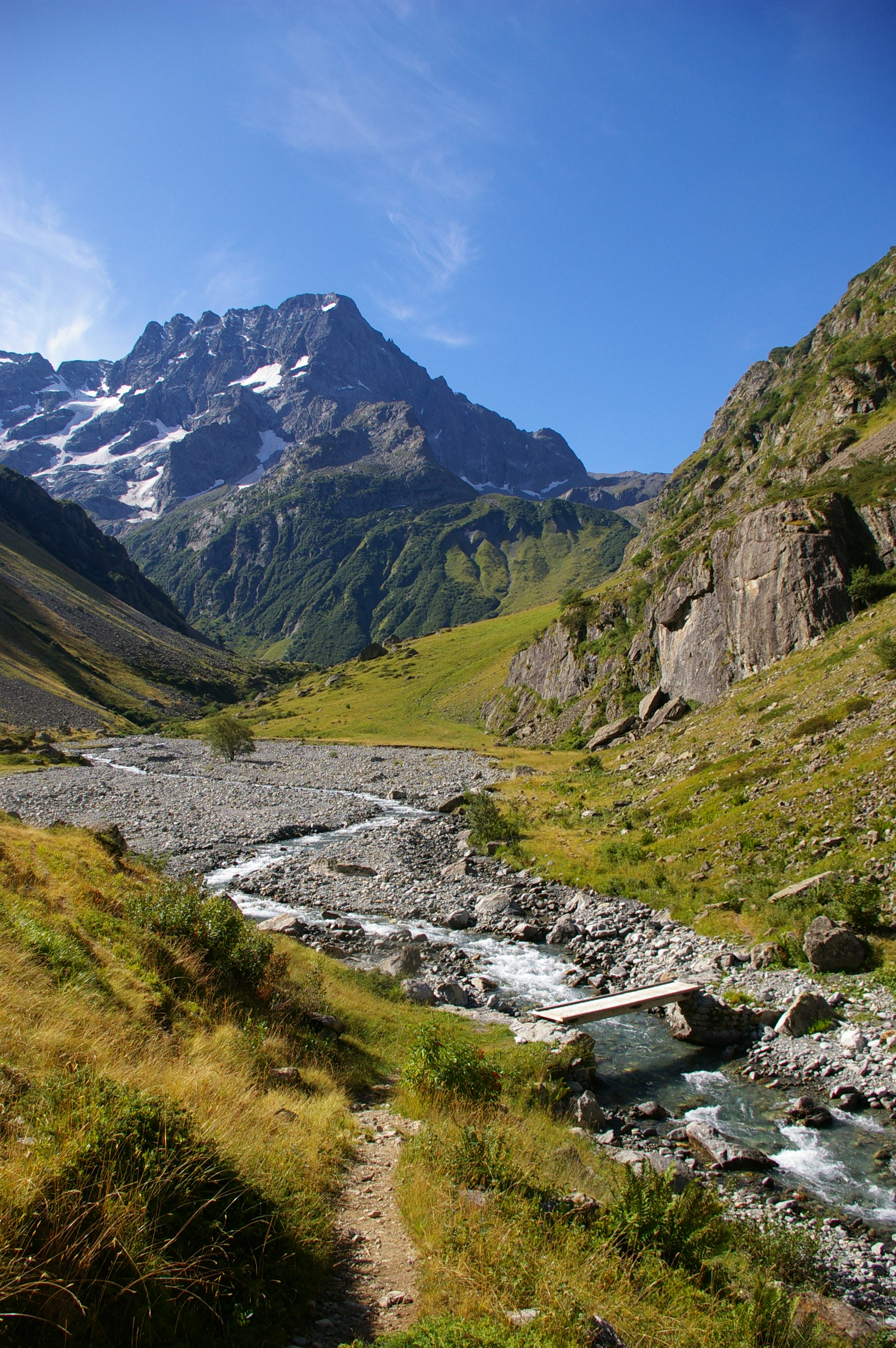
Le Sirac vu depuis le sentier commun aux montées vers le refuge de Chabournéou et refuge de Vallonpierre en Valgaudemar.
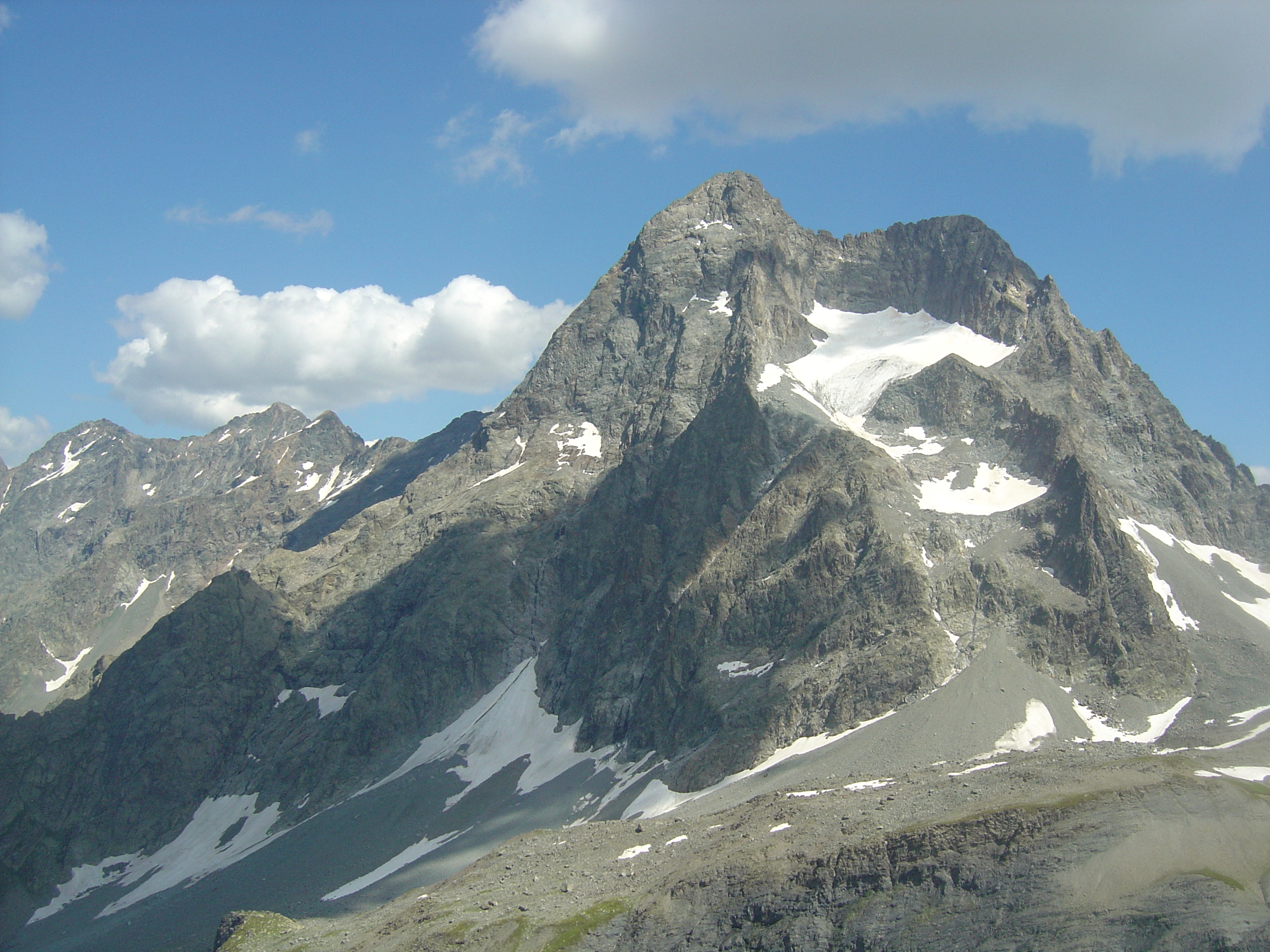
Le Sirac vu depuis le pic de Vallonpierre.